# Ceolwulf I de Mèrcia
Ceolwulf I va ser rei de Mèrcia, Ànglia de l'Est i Kent del 821 al 823. Era germà de Coenwulf de Mèrcia, al qual va succeir fins que va ser deposat per Beornwulf.
Guillem de Malmesbury va escriure que, després de Coenwulf: «el regne de Mèrcia va declinar i, si se'm permet usa l'expressió, gairebé va quedar sense vida, ja que no va produir res digne de commemoració històrica»." De fet, Mèrcia sí que va tenir un moment de glòria que Guillem desconeixia. En la secció de l'any 822, en l'Annales Cambriae es diu que: «El castell de Degannwy (a Gwynedd) va ser destruït pels saxons, que van prendre el regne de Powys sota el seu control».
En un document posterior es descriu un estat de disturbis durant el regnat de Ceolwulf: «Després de la mort de Coenwulf, rei de Mèrcia, van haver moltes desavinences i innombrables disputes entre els dirigents de tota mena –reis, bisbes i ministres de les esglésies de Déu– amb relació a tot tipus d'assumptes seculars». El 26 de maig del 823, Ceolwulf va fer una donació de terres a l'arquebisbe Wulfred a canvi d'una plàtera d'or i plata. Posteriorment, aquell mateix any, Ceolwulf va ser deposat per Beornwulf, l'ascendència del qual és desconeguda.
Ceolwulf va governar Kent directament; en els dos documents que es conserven del seu reganat va signar com a «rei dels mercis i dels homes de Kent». En canvi, Beornwulf col·locaria un parent seu, Baldred, en el tron de Kent, encara que continués considerant-lo un subregne de Mèrcia.